# 일렉트로닉스

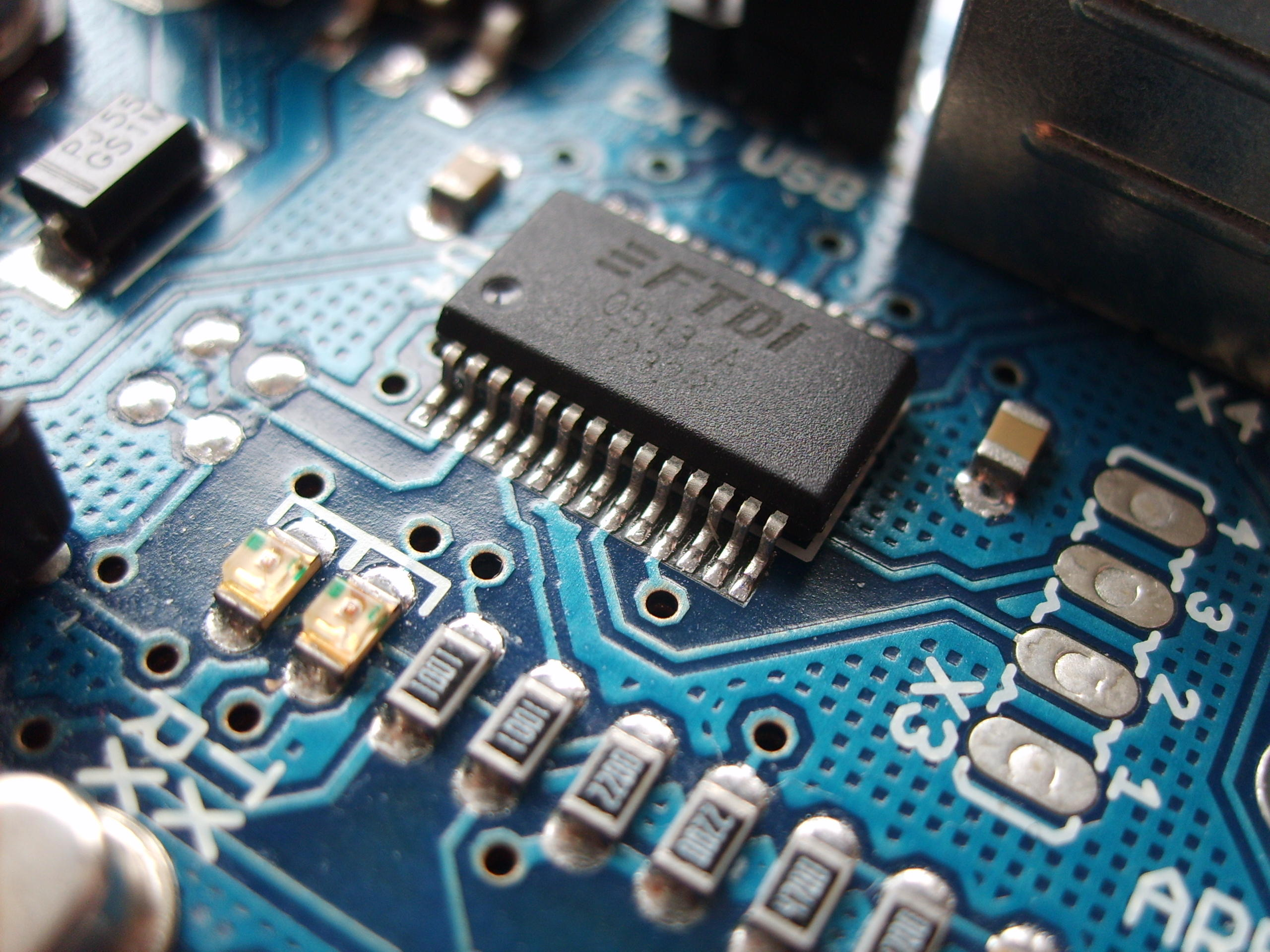
표면 실장 전자 부품

일렉트로닉스(영어: electronics)는 전기 회로와 관련된 학문과 기술을 통틀어 이르는 말로, 전자공학이나 전기공학 등을 아울러 말한다. 일렉트로닉스는 물리학의 원리를 연구하고 적용하여 전자 및 기타 전하를 띤 입자를 조작하는 장치를 설계, 제작 및 작동하는 과학 및 엔지니어링 분야이다. 일렉트로닉스는 전기공학의 한 분야이지만, 트랜지스터, 다이오드, 집적회로 등의 능동 소자를 이용해 전류의 흐름을 제어, 증폭하고 전류를 한 형태에서 다른 형태로 변환하는 데 중점을 둔다는 점에서 일렉트로닉스와 다르다. 교류(AC)에서 직류(DC)로, 또는 아날로그 신호에서 디지털 신호로. 일렉트로닉스는 또한 마이크로일렉트로닉스, 나노일렉트로닉스, 광전자 공학, 양자전자공학 분야를 포괄하며, 이는 미세, 나노, 광학 및 양자 규모의 전자 장치 제조 및 응용을 다루고 있다.
일렉트로닉스는 통신, 엔터테인먼트, 교육, 의료, 산업, 보안 등 현대 사회와 문화의 다양한 측면에 지대한 영향을 미친다. 일렉트로닉스 발전의 주요 원동력은 전자소자 및 회로의 기초 소재와 부품을 생산하는 반도체 산업이다. 반도체 산업은 세계 경제에서 가장 크고 가장 수익성이 높은 부문 중 하나이며, 2018년 연간 수익은 4,810억 달러를 초과했다. 일렉트로닉스 산업은 또한 전자 상거래와 같이 전자 장치 및 시스템에 의존하는 다른 부문도 포함한다. 2017년 온라인 매출이 29조 달러에 이른다.

## 같이 보기
- 오디오 엔지니어
- 항공전자
- 방송공학
- 컴퓨터 공학
- 전자공학
- 광자학
- 로봇공학